# Maurice Frère
Maurice Frère, né le 8 août 1890 à Charleroi et décédé le 11 août 1970 à Sidé (Turquie), est un ingénieur, banquier et financier belge.

## Biographie
Maurice Frère, né le 8 août 1890 à Charleroi, est le fils d'Alfred Frère, célèbre architecte Art nouveau, et de Lucie Squilbeck. Il se marie en 1914 avec Germaine Schimp. Il a deux enfants qui, tout comme lui, embrasseront les études d'ingénieur commercial et connaîtront des destins bien différents : le célèbre journaliste et pilote automobile Paul Frère et le financier actif dans la diplomatie, Jean Frère.
Il passe son enfance dans la Maison dorée à la Ville-Haute de Charleroi construite par son père dans un style Art nouveau. Il commence ses études secondaires à l'Athénée de Charleroi et les termine en rhétorique à l'Athénée d'Ixelles. Il poursuit avec des études d'ingénieur commercial à l’École de Commerce Solvay de l'Université libre de Bruxelles dont il sort diplômé en 1912.
Lors de la Première Guerre mondiale, en 1914, Maurice Frère part pour Londres pour intégrer le Bureau d’Études économiques. En 1919 il devient directeur de cette institution.
Après la Première Guerre mondiale, il fait partie de la délégation belge à la conférence de la paix de Paris en 1919. Comme expert, il est ensuite amené à défendre les intérêts de la Belgique dans le cadre de la Commission des réparations prévue par le Traité de Versailles. Il plaide pour que les montants réclamés à l'Allemagne défaite demeurent modérés. Il rejoint en ce sens le point de vue de John Maynard Keynes. À la suite de cette expérience, Maurice Frère sera assez logiquement associé au plan Dawes, à la rédaction duquel il collaborera, puis à la conférence de La Haye qui mènera à l'adoption du plan Young. En tant que membre de la Banque des règlements internationaux, il veillera à la mise en application de ce dernier.
Conseiller financier de la Légation de Belgique à Berlin de 1930 à 1932, Maurice Frère rédige en 1931, et à la demande de la Société des Nations, un rapport sur l'économie chinoise et la crise mondiale. En 1934, la Société des Nations lui propose d’œuvrer au redressement des finances autrichiennes. Dans ce contexte il conseille la Banque Nationale d'Autriche jusqu'en 1936. De retour en Belgique, il propose le Pacte de Collaboration Économique pour faciliter les échanges internationaux. En 1938, il devient conseiller technique au cabinet du ministre des Finances Eugène Soudan avant d'être nommé, en septembre de la même année, président de la Commission bancaire, financière et des assurances belge. 
Pendant la Seconde Guerre mondiale, il reste à ce poste en Belgique jusqu'en 1944, en s'efforçant d'empêcher la mainmise de l'Allemagne sur le secteur bancaire belge.
Maurice Frère est ensuite nommé gouverneur de la Banque nationale de Belgique de 1944 à 1957 ainsi que vice-président de la Banque des règlements internationaux à Bâle. De même, il fait partie du conseil des gouverneurs du Fonds monétaire international et est gouverneur suppléant de la Banque Internationale pour la Reconstruction et le Développement. Dans l'immédiat après guerre, il est ainsi directement impliqué dans l'Opération Gutt chargée d'assainir la masse monétaire belge en circulation pour juguler l'inflation et dans la mise en œuvre du nouvel ordre monétaire international découlant des accords de Bretton-Woods.
Après 1957, on le retrouve à la présidence de conseils d'administration de différentes sociétés industrielles dont la Sidro (Société Internationale d'Énergie Hydro-Électrique) et la Sofina dont il démissionne respectivement en 1968 et 1969.
Á la suite de son décès le 11 août 1970 à Sidé (Turquie), il est inhumé au cimetière d'Uccle.

## Distinctions
- Grand-croix de l'ordre de Léopold II (en 1957).

## Sources
1. ↑  Commune de Charleroi, « Acte de naissance n°296 » , sur Familysearch, 9 août 1890 (consulté le 29 juin 2023)
2. ↑  Fernand Van Langenhove, Biographie nationale - Tome quarantième, Bruxelles, Académie royale des sciences, des lettres et des beaux-arts de Belgique, 1977, 820 p. (lire en ligne), p. 262-300
3. 1 2 3  « A la Banque Nationale », Le Soir,‎ 8 novembre 1944, p. 1 (lire en ligne )

- Robert Wellens, Inventaire des papiers de Maurice Frère, gouverneur de la Banque Nationale de Belgique, Bruxelles, Archives Générales du Royaume, 1976.
- Paul Legrain et Pierre David, Dictionnaire des Belges, Bruxelles, P. Legrain, 1981, 570 p. (lire en ligne), livre non consultable en ligne pour cause de copyright.

- A.-M. Dutrieue, (1996), “Frère Maurice” in G. Kurgan-van Hentenryk, e.a., Dictionnaire des patrons en Belgique: les hommes, les entreprises, les réseaux, Bruxelles, pp. 294-296.
- F. Vanlangenhove, (1978), “Frère Maurice” in Biographie Nationale, vol. XL, pp. 261-300.